# L’Île-Rousse
L’Île-Rousse (korsisch Isula Rossa; Italienisch und bis 1848 offiziell Isola Rossa) ist eine französische Hafengemeinde im Département Haute-Corse in der Region Korsikas mit 3213 Einwohnern (Stand 1. Januar 2022). Sie gehört zum Arrondissement Calvi und zum Gemeindeverband L’Île-Rousse Balagne.

## Geografie
Die Gemeinde L’Île-Rousse liegt an der Nordküste der Insel Korsika in der Landschaft Balagne. Zur Gemeinde gehören auch die vorgelagerten Inseln Île de la Pietra, Isula di u Brocciu und Isula Piana. Bis auf den Sandstrandabschnitt Plage du Caruchettu im Osten ist die Küste felsig und steil.

## Geologie
Den Namen erhielt L’Île-Rousse durch rote Porphyrfelsen vor der Hafeneinfahrt – die Île de la Pietra. Diese Insel ist heute über einen Damm mit der Insel Korsika verbunden.

## Geschichte
Die Region ist bereits seit dem 5. bis 3. Jahrtausend v. Chr. besiedelt. Um 1000 v. Chr. bestand dort die Ortschaft Agila, die von der Stadt Tyros (Phönizien) abhängig war.
Die Römer unterhielten an dieser Stelle während ihrer Herrschaft über Korsika einen Stützpunkt mit dem Namen Rubico Rocega bis ins 4. Jahrhundert n. Chr. Danach war das heutige Stadtgebiet aufgrund der Küstennähe und der daraus resultierenden Angreifbarkeit durch Feinde bis auf einige Fischer und Bauern fast unbewohnt. Erst im 16. Jh. wurden durch Bewohner des nahegelegenen Ortes Santa-Reparata-di-Balagna wieder erste Geschäfte in Küstennähe zum Handel mit Nachbargemeinden über den Seeweg eröffnet.
Das einstige Fischerdorf wurde zur Zeit der Korsischen Republik von Pascal Paoli 1759 zum Handelshafen mit Stadtbefestigungen ausgebaut, um einen korsischen Hafen gegenüber dem damals noch genuesischen Calvi zu erhalten. Durch die Aufteilung der Stadtfläche in regelmäßige Straßenquadrate ist die späte Gründung des Ortes immer noch gut zu erkennen. Bis 1848 war die Amtssprache Italienisch.

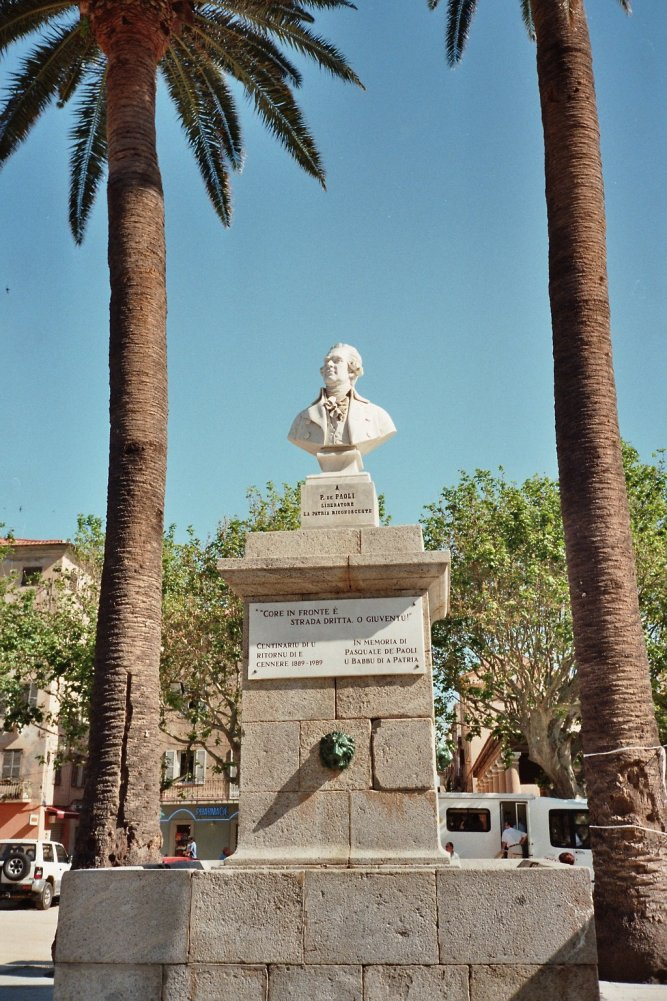
Die Büste Pascal Paolis auf dem Marktplatz von L’Île-Rousse

## Bevölkerungsentwicklung

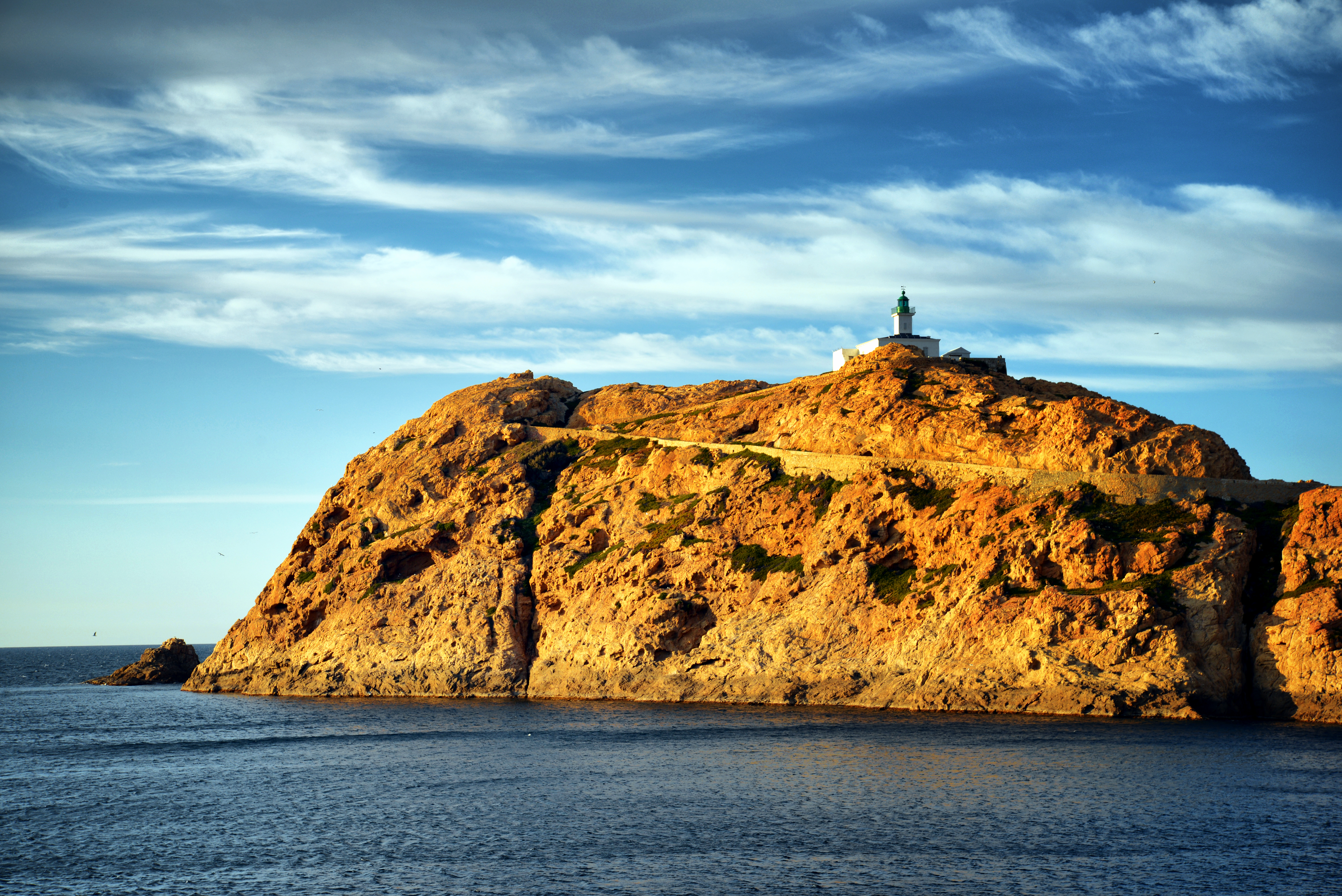
Blick auf den Leuchtturm Pietra

| Jahr                       | 1962 | 1968 | 1975 | 1982 | 1990 | 1999 | 2010 | 2020 |
| Einwohner                  | 1678 | 2036 | 2360 | 2632 | 2288 | 2774 | 3201 | 3224 |
| Quellen: Cassini und INSEE |      |      |      |      |      |      |      |      |

## Verkehr
L’Île-Rousse wird von Fähren aus den französischen Städten Marseille (ganzjährig), Toulon und Nizza (saisonal) und aus den italienischen Städten Savona, Genua, La Spezia, Livorno, Piombino, Santa Teresa di Gallura, Porto Torres und Palau (alle saisonal) angefahren.
Der Bahnhof L’Île-Rousse liegt an der Bahnstrecke Ponte-Leccia–Calvi, die hier aus dem Gebirge tritt und in westlicher Richtung weiter der Küste folgt.

## Sehenswürdigkeiten
Leuchtturm Pietra
Das Signalfeuer auf diesem Turm wurde 1857 erstmals entzündet.
Kirche zur Unbefleckten Empfängnis
Diese Kirche am Marktplatz (Place Paoli) wurde 1892 erbaut und 1914 durch ein Feuer zerstört. In den 1930er Jahren wurde sie im Barockstil wieder errichtet.
Kirche zur Barmherzigkeit
Diese wurde 1850 mit seinem alten Kloster und seinem Garten erbaut.
Markthalle
Die Halle im Zentrum ist ein historisches Monument, dessen Dachkonstruktion von insgesamt 21 Säulen getragen wird. Auf dem Marktplatz vor der Kirche, unter den dichtgewachsenen, tiefhängenden und schattenspendenden Platanen und den Palmen findet im Sommer besonders am Abend noch das typische Straßenleben mit Boule-Spielern statt.